# Robert-Sauer-Preis
Der Robert-Sauer-Preis ist ein deutscher Wissenschaftspreis.
Der von Utta Bachmann-Morenz gestiftete Preis wurde von der Bayerischen Akademie der Wissenschaften von 1998 bis 2014 zum Andenken an den Mathematiker und Akademiepräsidenten Robert Sauer (1898–1970) für hervorragende Forschungsleistungen im mathematisch-naturwissenschaftlichen Bereich verliehen. Der mit 5.000 Euro dotierte Preis richtete sich auf Wunsch der Stifterin auch explizit an Frauen.

## Preisträger
- 1998 – Rainer Callies, für die Forschungen auf dem Gebiet der Simulation von optimalen Flugbahnen von Raumsonden
- 2000 – Manfred Kaib, für seine Forschungen an Termiten auf den Gebieten der experimentellen Ökophysiologie und Soziobiologie
- 2002 – Petra Huhn, für die Forschungen von Lösungen linearer Optimierungsprobleme
- 2004 – Erika von Mutius, für die Forschungen über die Zunahme von Allergien bei Kindern, insbesondere von Asthma und Heuschnupfen
- 2006 – Marianne Brigitte Müller, für die Forschungen bei der Untersuchung von Mechanismen der Stressregulation unter physiologischen und pathophysiologischen Bedingungen
- 2008 – Martin Kleinsteuber, mathematische Matrizenberechnung
- 2010 – Gudrun Klinker, Augmented Reality (computergestützte Erweiterung der Wahrnehmung)
- 2012 – Ulrich Rant, Bio-Nano-Technologie und Entwicklung von hochempfindlichen und molekülspezifischen Biosensoren
- 2014 – Stefan M. Huber, Halogenbrücken und ihre Nutzung in der Organischen Synthese